# 武旺
武旺（法語：Vouvant，法語發音：[vuvɑ̃]）是法国卢瓦尔河地区大区旺代省的一个市镇，属于丰特奈勒孔特区。

## 地理
武旺（46°34'19"N, 0°46'9"W）面积20.2 平方千米，位于法国卢瓦尔河地区大区旺代省，该省份为法国西部沿海省份，北起大西洋卢瓦尔省和曼恩-卢瓦尔省，西临大西洋，南至滨海夏朗德省，东部及东南部与德塞夫勒省接壤。
与武旺接壤的市镇（或旧市镇、城区）包括：昂蒂尼、布尔诺、梅尔旺、皮德塞尔、圣莫里斯德努、里沃迪富日赖。

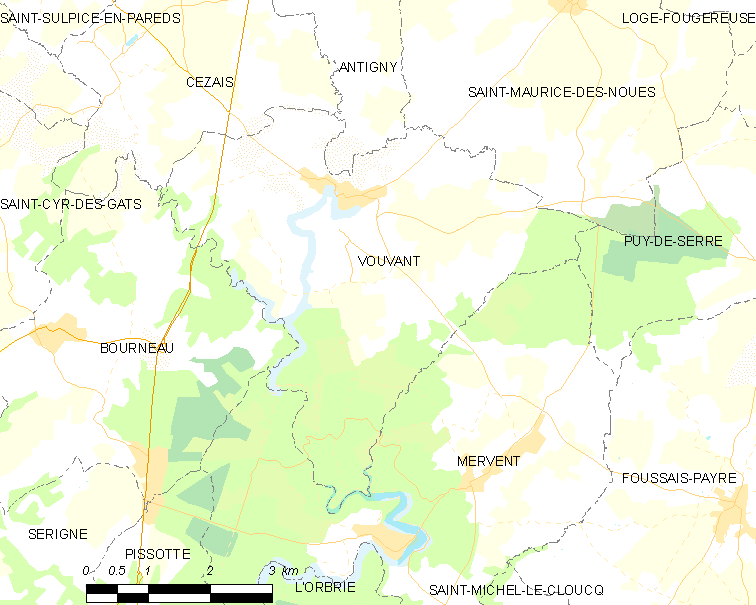
武旺的OSM定位图

武旺的时区为UTC+01:00、UTC+02:00（夏令时）。

## 行政
武旺的邮政编码为85120，INSEE市镇编码为85305。

## 政治
武旺所属的省级选区为拉沙泰涅赖县。

## 人口

1962-2008年间武旺人口变化图示

武旺于2022年1月1日时的人口数量为823人。